# Lecanora luteomarginata
Lecanora luteomarginata är en lavart som beskrevs av Nayaka, Upreti & Lumbsch. Lecanora luteomarginata ingår i släktet Lecanora och familjen Lecanoraceae.   Inga underarter finns listade i Catalogue of Life.